# Guillem de Cervera
Guillem IV de Cervera (przed 1174-1245) był katalońskim baronem, jurystą i dyplomatą. Piastował funkcję prokuratora generalnego (zarządcy) Montpellier (Montpelhièr) i członka rady regencyjnej za małoletniości króla Jakuba I Zdobywcy.

## Wczesna kariera
Guillem, ożeniony z bogatą damą prowansalską Laurą de Fultano, był panem Junedy na równinie Urgell. Aktywny uczestnik życia publicznego od 1187 r., zrobił karierę prawniczo-dyplomatyczną u boku Piotra II i Jakuba I, wchodząc w skład kurii królewskiej, służąc w charakterze zaufanego doradcy i sprawując liczne poselstwa. Należał do najbliższego otoczenia władcy, występując jako świadek w wielu dokumentach monarszych, między innymi przy oddaniu hrabstwa Prowansji pod kuratelę hrabiego Sança w 1209 r. czy przekazaniu małego Jakuba, syna Piotra, pod pieczę Simona de Montfort w 1211 r. Bił się też u boku Piotra pod Las Navas de Tolosa (1212), biorąc udział w jednym z najgłośniejszych zwycięstw chrześcijan Półwyspu Iberyjskiego.

## Sprawa hrabstwa Urgell
Osobiste i terytorialne związki Guillema z hrabiami Urgell uczyniły go pośrednikiem w relacjach między nimi a ich potężniejszymi krewniakami, władcami Barcelony, którzy dysponowali już wówczas tytułem królów Aragonu. Guillem swą aktywność polityczną rozpoczął od poświadczenia konstytucji Pokoju i Rozejmu (Pau i Treva) wydanej przez Ermengola VIII, hrabiego Urgell (1184-1209). Ermengol objął go swoją protekcją (1207), a Guillem z kolei poręczył opiekę Piotra II roztoczoną nad żoną Ermengola, Elvirą de Sobirats. W tym samym roku Guillem został wyznaczony przez hrabiego jako wykonawca jego ostatniej woli (marmessor). Po śmierci Ermengola Guillem, sam już owdowiały, poprzez małżeństwo z Elvirą de Sobirats (1209) stał się ojczymem Aurembiaix – spadkobierczyni Ermengola VIII, niedoszłej żony (umowa z 1210 r.) i późniejszej (1228) konkubiny Jakuba I. Za jego radą hrabina-małżonka scedowała Urgell Piotrowi II; Guillem odegrał tym samym kluczową rolę dla przejęcia jednego z ostatnich samodzielnych hrabstw przez barcelońską dynastię i konsolidacji rodzącego się państwa. Konflikt o Urgell nie był jednak zakończony i Guillem musiał jeszcze walczyć o prawa swej podopiecznej, równoznaczne w perspektywie z prawami króla. Rywalem w tych zmaganiach był szwagier Ermengola, Guerau IV de Cabrera, który został uznany zarządcą hrabstwa w 1217 na mocy ugody zawartej w Monzón, a w 1222 w Terrer uzyskał nawet cesję królewskich praw do Urgell, z zastrzeżeniem jednak możliwości rewindykacji ich przez Aurembiaix. Rozstrzygnięcie konfliktu przyniósł rok 1228, kiedy hrabianka i jej ojczym otrzymali decydujące wsparcie Jakuba I w zbrojnym dochodzeniu swych praw. Aurembiaix weszła w związek prawny (konkubinat, w maju 1228 r.) z Jakubem, wnosząc mu w wianie Urgell, później jednak została oddana za żonę infantowi portugalskiemu Piotrowi. Przedwcześnie zmarła (1231) Aurembiaix pozostawiła hrabstwo w testamencie swemu mężowi, który przekazał je ostatecznie Jakubowi w zamian za zarząd świeżo zdobytą Majorką. Guillem został mianowany wykonawcą ostatniej woli hrabianki, w symboliczny sposób zamykając historię wygasłego rodu z Urgell.

## Za panowania Jakuba I Zdobywcy
W burzliwym okresie małoletniości Jakuba Guillem pełnił funkcję prokuratora generalnego Montpellier (miasto było królewską własnością jako spadek po matce Jakuba, Marii, ale zachowało polityczną odrębność, toteż wyznaczono na jego obszarze osobnego regenta – na terenie Korony Aragonii rolę tę pełnił hrabia Sanç z Rosselló).
Na przełomie 1213/1214 r. Guillem bawił w Rzymie jako członek czteroosobowego poselstwa do Innocentego III, które uzyskało papieski nakaz zwolnienia małego Jakuba I spod kurateli Simona de Montfort. 26 października 1215 r. podpisał w Barcelonie pakt obronny przeciw Montfortowi. Umowa, do której przystąpił u boku swych protektorów z rodu Montcadów, wicehrabiego Bearn Guillema Ramona i Guillema III, wiązała go z prokuratorem generalnym Sançem i jego synem Nunyo. Tym samym czołowi baronowie Katalonii połączyli siły w obliczu zagrożenia swych posiadłości na północ od Pirenejów przez krzyżowców. Z Barcelony Guillem de Cervera ruszył do Rzymu jako jeden z dwóch (obok Pedro Ahonesa) delegatów Korony Aragonii na IV sobór laterański (1215). Prawdopodobnie posłowie poprosili wówczas papieża o powołanie ciała doradczego u boku prokuratora Sança. Bullą z 23 stycznia 1216 r. Innocenty III utworzył siedmioosobową radę, w skład której wszedł m.in. Cervera (zob. szerzej w artykule Jakub I Zdobywca). Mimo dotychczasowej współpracy z Sançem Guillem przesunął się w 1216 roku na stanowisko nieufności wobec prokuratora, prowadzącego ryzykowną politykę czynnego oporu wobec papieskiej krucjaty w Langwedocji. Dowodził tego udział Cervery w zawiązanej 15 września 1216 w Monzón tzw. „lidze dobra publicznego”. Zebrani tam baronowie przysięgli respektować rządy Sança tylko pod warunkiem, że „będzie administrował dobrze”, i strzec osoby króla przed kuratelą zbyt wąskiego grona osób. Stosunek Cervery do prokuratora był zresztą pochodną napięć na linii Montcadowie-Sanç. Wraz ze swymi patronami (z wyjątkiem starego Guillema Ramona I) Guillem de Cervera utworzył obóz propapieski, który w wewnętrznych rozgrywkach Korony Aragonii starał się wyrwać ster rządów z rąk prokuratora i przywrócić nieskazitelne stosunki ze Stolicą Apostolską. Jak się wydaje, był raczej politykiem-realistą i przedkładał ostrożne manewry dyplomatyczno-prawne nad brawurowe kampanie wojenne, gdy chodziło o zadbanie o interes państwa.

## Schyłek życia
Król Zdobywca wystawił Guillemowi de Cervera doskonałą opinię, zaliczając go na kartach swej kroniki do „najmądrzejszych ludzi w królestwie”. Pod koniec życia Guillem został cysterskim mnichem w Poblet, klasztorze pełniącym rolę królewskiego panteonu, gdzie powstały również najstarsze zachowane do obecnych czasów manuskrypty kroniki Jakuba I, datowane na rok 1343.